# 醫療級光觸媒
在化学中，光觸媒指的是能够加速光化学反应的催化剂。
常用的光觸媒有磷化鎵(GdP)、砷化鎵(GdAs)、氧化鋅（ZnO）等等，最廣泛使用的始終是二氧化鈦 (TiO2)。因為二氧化鈦 (TiO2)的氧化能力強、化學性安定又無毒。它能靠光的能量來分解有機化合物。因細菌病毒都是由有機化合物構成，所以光觸媒可被應用於進行消毒、殺菌。
醫療級光觸媒 即是達到醫療級抗菌標準的光觸媒，產品要有二個條件：
1. 殺菌率要96%或以上
2. 對皮膚完全無任何的刺激性

## 原理
醫療級光觸媒跟光觸媒以同樣原理運作。
當原子的電子吸收一定的能量後，會躍升到傳導帶（conduction band）。光觸媒就是利用此特點，經光照射後，讓他們的在價電子帶（valence band）電子躍升，而原本電子存在的地方就會變成一個帶正電的電洞。電洞具有極高的氧化能力。
水會解離成氫氧根離子（OH−）和氫離子（H+）：
H2O↔H++OH−
在光觸媒顆粒表面的氫氧離子會被電洞氧化成氫氧自由基（OH·），而氫氧自由基會從其他的有機物（細菌或病毒）搶走電子，而被搶走電子的有機物會因為失去鍵結能力而降解成為更小的分子，如二氧化碳、水。細菌和病毒便會隨著其表面有機化合物受到降解而死亡（細菌）或分解（病毒）。
因應醫療級光觸媒需針對室內環境的應用，現時的醫療級光觸媒必須能夠對應可見光的波長。只能夠於紫外光照射下才能發揮作用的光觸媒，已經被淘汰。

## 臨床認證
於2010至2011年，香港醫院管理局其一醫院曾經以醫療級光觸媒作臨床研究。此臨床研究為隨機雙盲測試（Randomised Double Blinded Clinical Trial），把病房一半塗噴醫療級光觸媒而另外一半病房則以恆常方法消毒處理。研究發現應用醫療級光觸媒加上恆常消毒程序比淨用恆常消毒程序大幅減低環境細菌量（減幅為94.2%）及病人住院期間的感染機會（減幅為53.2%）。